# Eritreas herrlandslag i fotboll
Eritreas herrlandslag i fotboll representerar Eritrea i fotboll för herrar. Laget spelade första landskampen den 26 juni 1992, drygt 11 månader innan självständigheten erkändes, då man spelade oavgjort (1–1) mot Sudan på bortaplan.